# Behaarter Kälberkropf
Der Behaarte Kälberkropf (Chaerophyllum hirsutum), auch Rauhaariger Kälberkropf, Wimper-Kälberkropf, Bach-Kälberkropf oder Gewöhnlicher Gebirgs-Kälberkropf genannt, ist eine Pflanzenart aus der Gattung Kälberkröpfe (Chaerophyllum) innerhalb der Familie der Doldenblütler (Apiaceae).

## Beschreibung

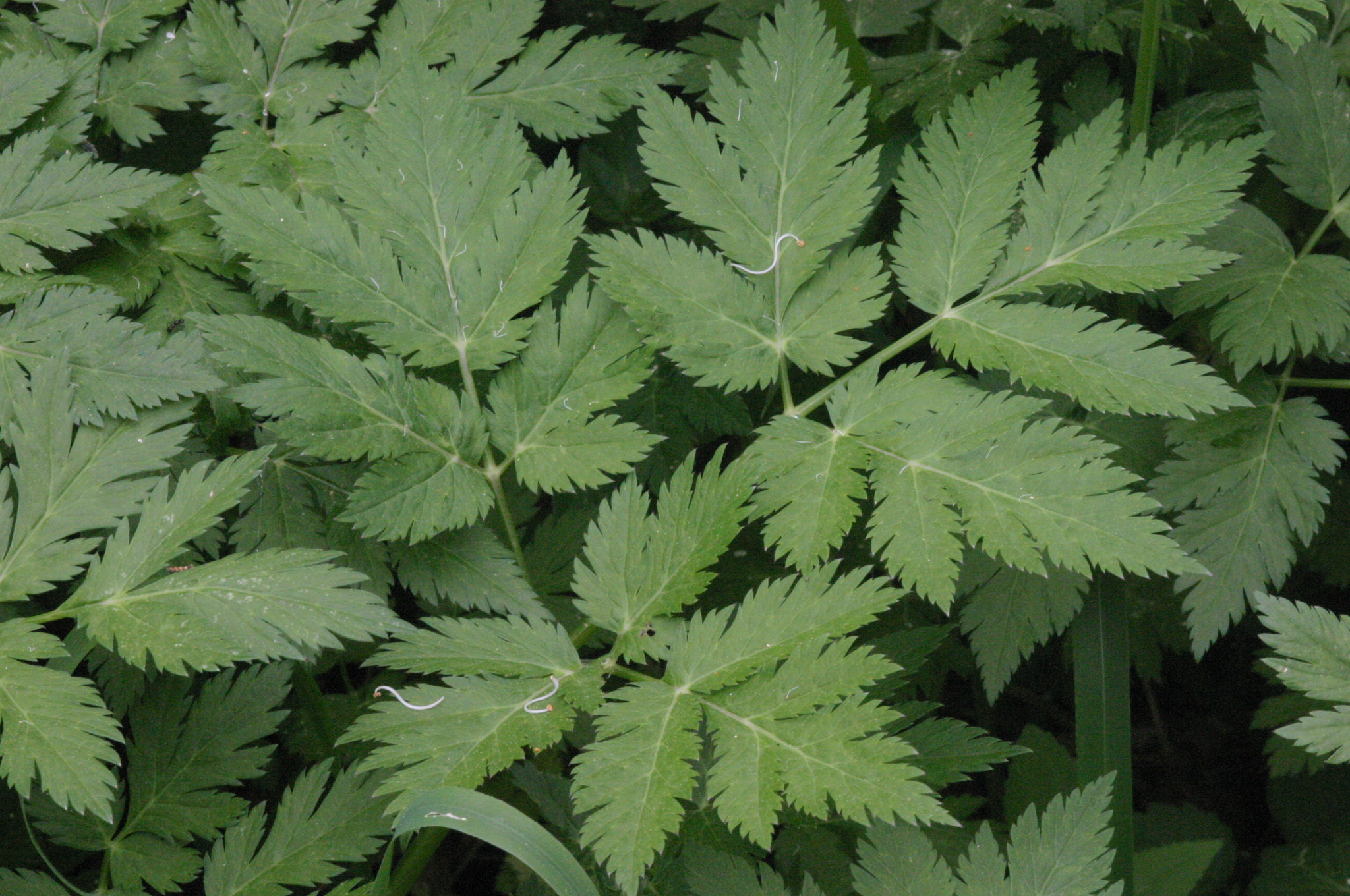
Laubblatt

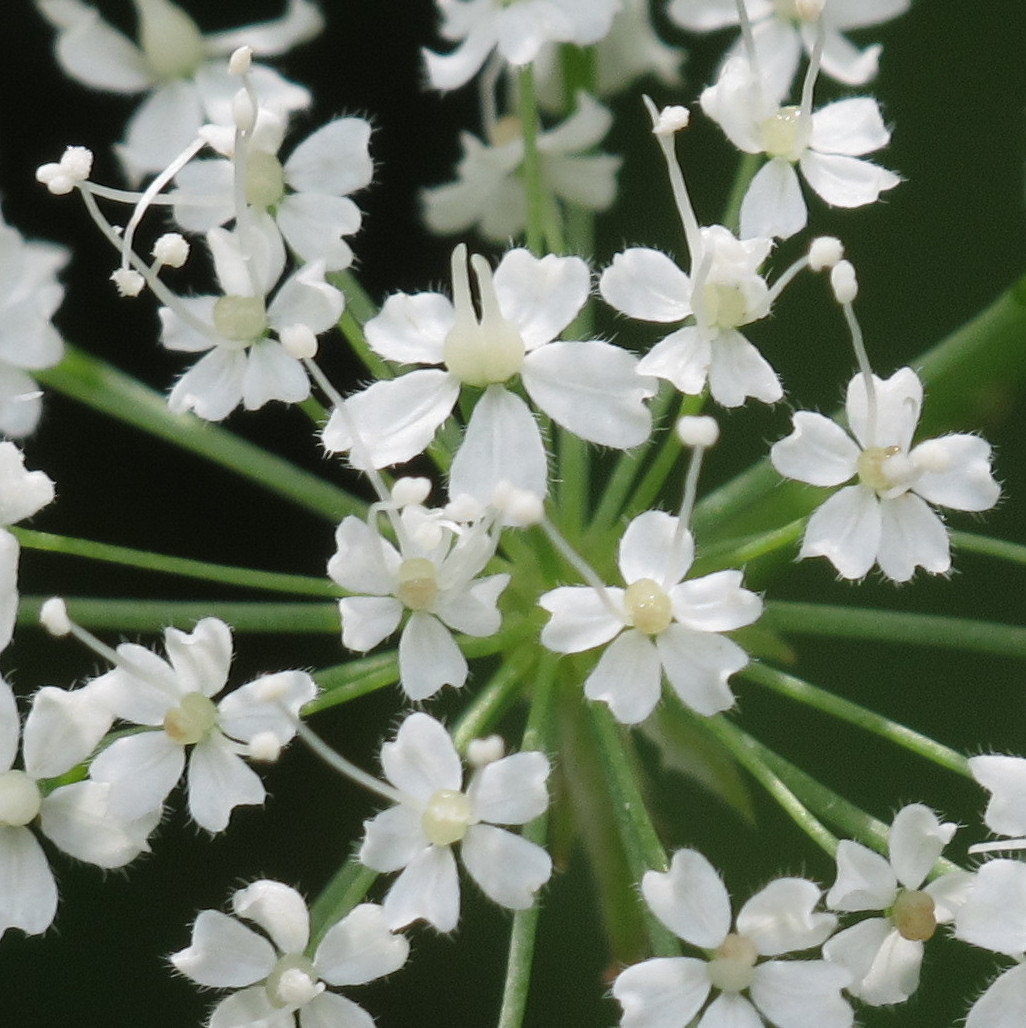
Döldchen und Blüten

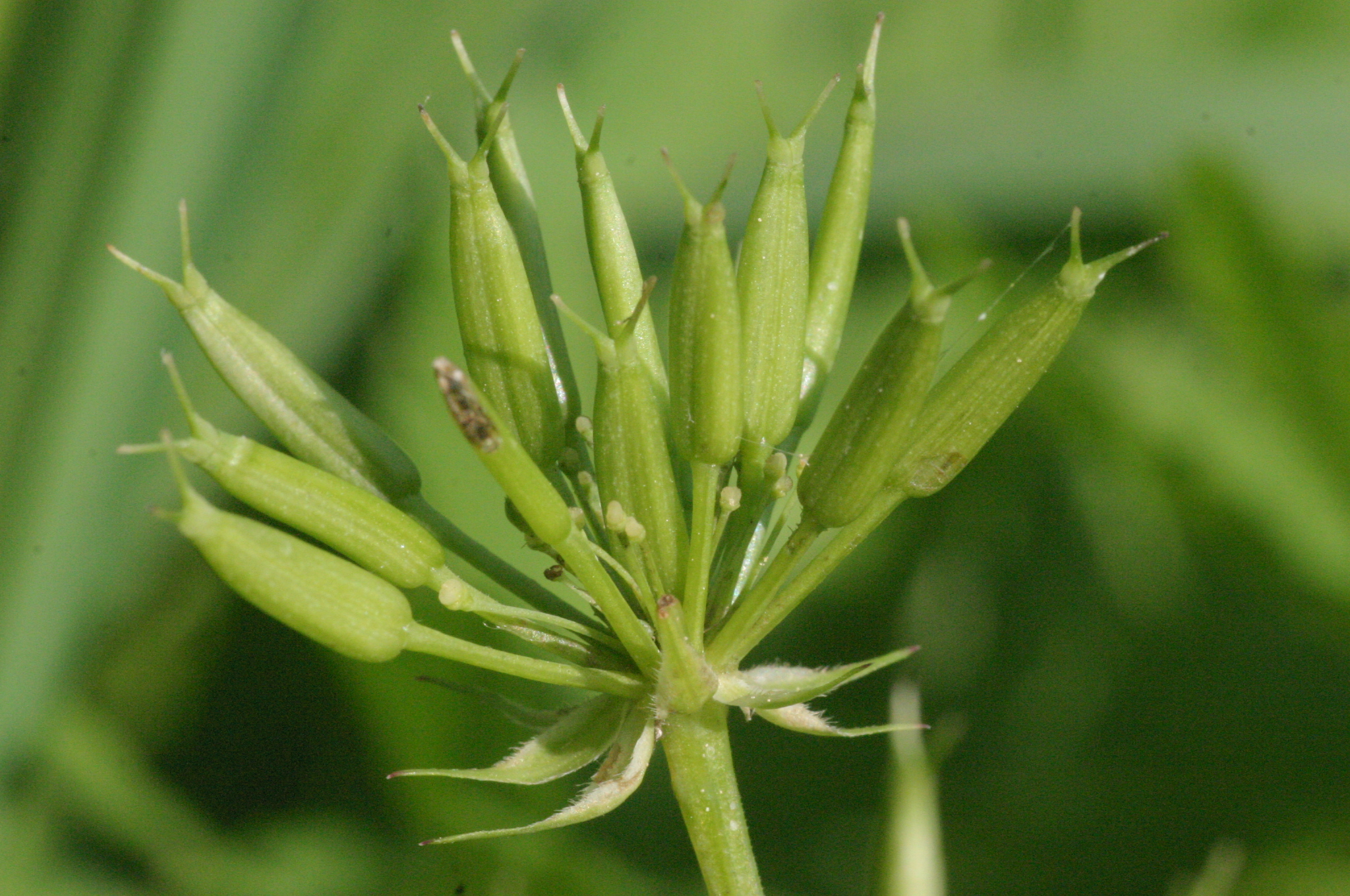
Ausschnitt eines Fruchtstandes mit unreifen Doppelachänen und Hüllchenblättern

### Erscheinungsbild und Blatt
Der Behaarte Kälberkropf ist eine ausdauernde krautige Pflanze und erreicht Wuchshöhen von 6 bis, meist 20 bis 120 Zentimetern. Das etwas kriechende Rhizom ist gegliedert oder walzlich. Der Stängel ist im Querschnitt rund, glatt oder etwas gerillt, abstehend behaart und oben verzweigt; er ist im oberen Teil ästig und unter den Nodien nicht oder kaum verdickt.
Von wechselständig angeordneten Laubblättern sind die Grundblätter und die unteren Stängelblätter lang gestielt, die oberen Stängelblätter sitzen oft auf der Blattscheide. Die Blattspreiten sind im Umriss breit-dreieckig, bis fünfeckig und drei- bis vierfach fiederschnittig. Sie sind im Vergleich zum Gold-Kälberkropf dunkel-grün, unterseits meist glänzend und wie ihr Blattstiel borstig-flaumig behaart, bisweilen aber auch ganz kahl.

### Generative Merkmale
Die Blütezeit reicht von Mai bis Juli. Der doppeldoldige Blütenstand ist vor der Anthese überhängend und 10- bis 20-strahlig. Die Doldenstrahlen sind kahl. Eine Hülle fehlt oder besteht aus ein bis zwei hinfälligen Hüllblättern. Die ungleich geformten fünf bis zehn Hüllchenblätter sind lanzettlich mit zugespitztem oberen Ende, breit weißhautrandig und bewimpert; sie sind zuletzt zurückgeschlagen.
Die Blüten sind zwittrig. Die weißen oder rosafarbenen Kronblätter sind verkehrt-herzförmig, etwas ausgerandet und am Rand deutlich bewimpert. Das Griffelpolster ist kegelförmig und allmählich in die steifen, aus aufrechtem Grund nur wenig spreizenden, in einem spitzen Winkel voneinander abstehenden Griffel verschmälert.
Die bei Reife gelb- bis dunkel-braune Doppelachäne ist bei einer Länge von 4 bis, meist 6 bis 12 Millimetern so lang oder länger als ihr Stiel, linealisch und nach oben verjüngt; ihr größter Querdurchmesser ist 1 bis etwa 3 Millimeter. Der Fruchthalter ist etwas über dem Grund am dicksten und nur an der Spitze oder bis zur Hälfte zweispaltig.
Die Chromosomenzahl beträgt 2n = 22.

## Ähnliche Arten

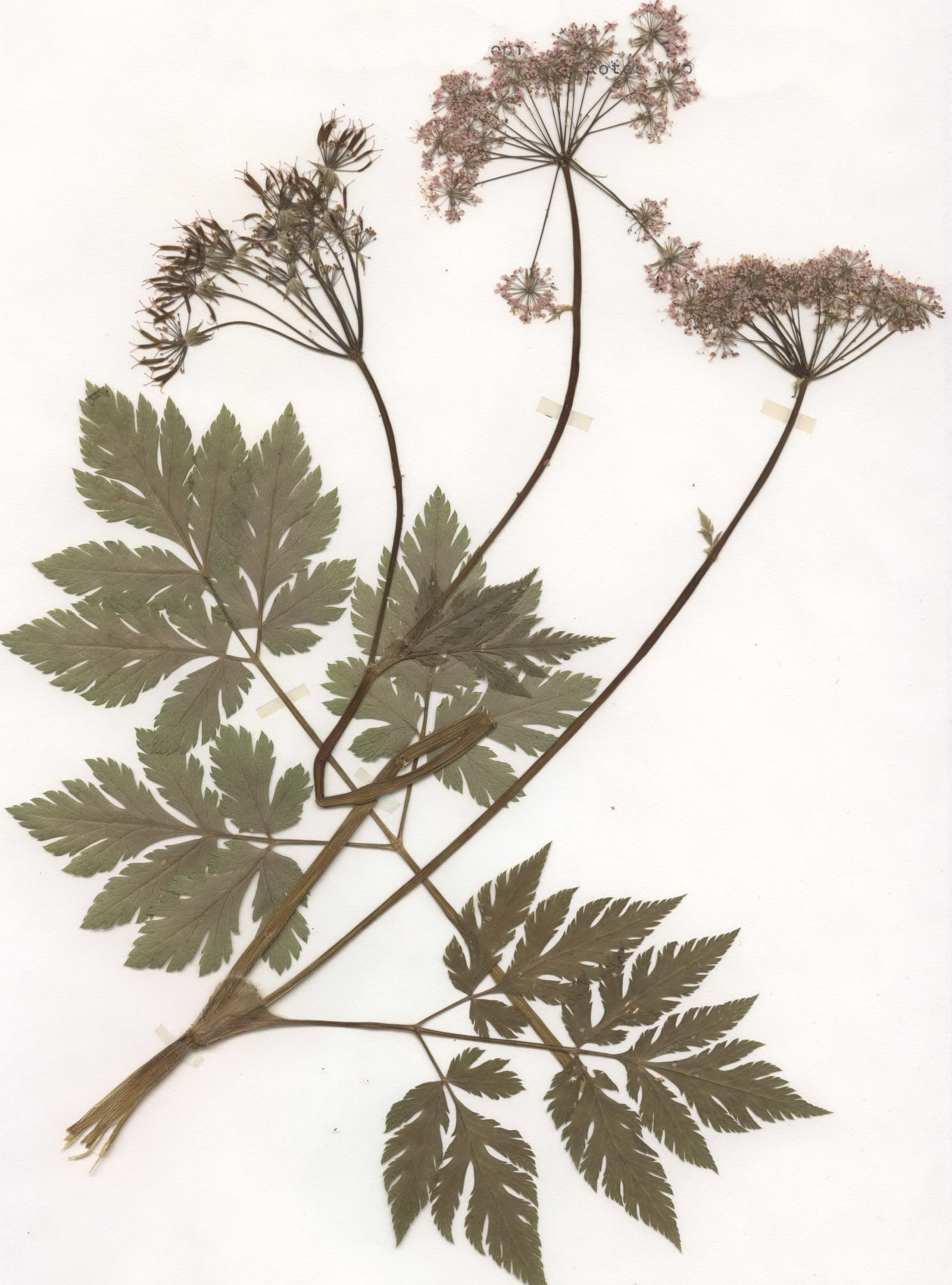
Herbarbeleg von Chaerophyllum hirsutum (bitte keine Pflanzenteile aus Naturbeständen entnehmen)

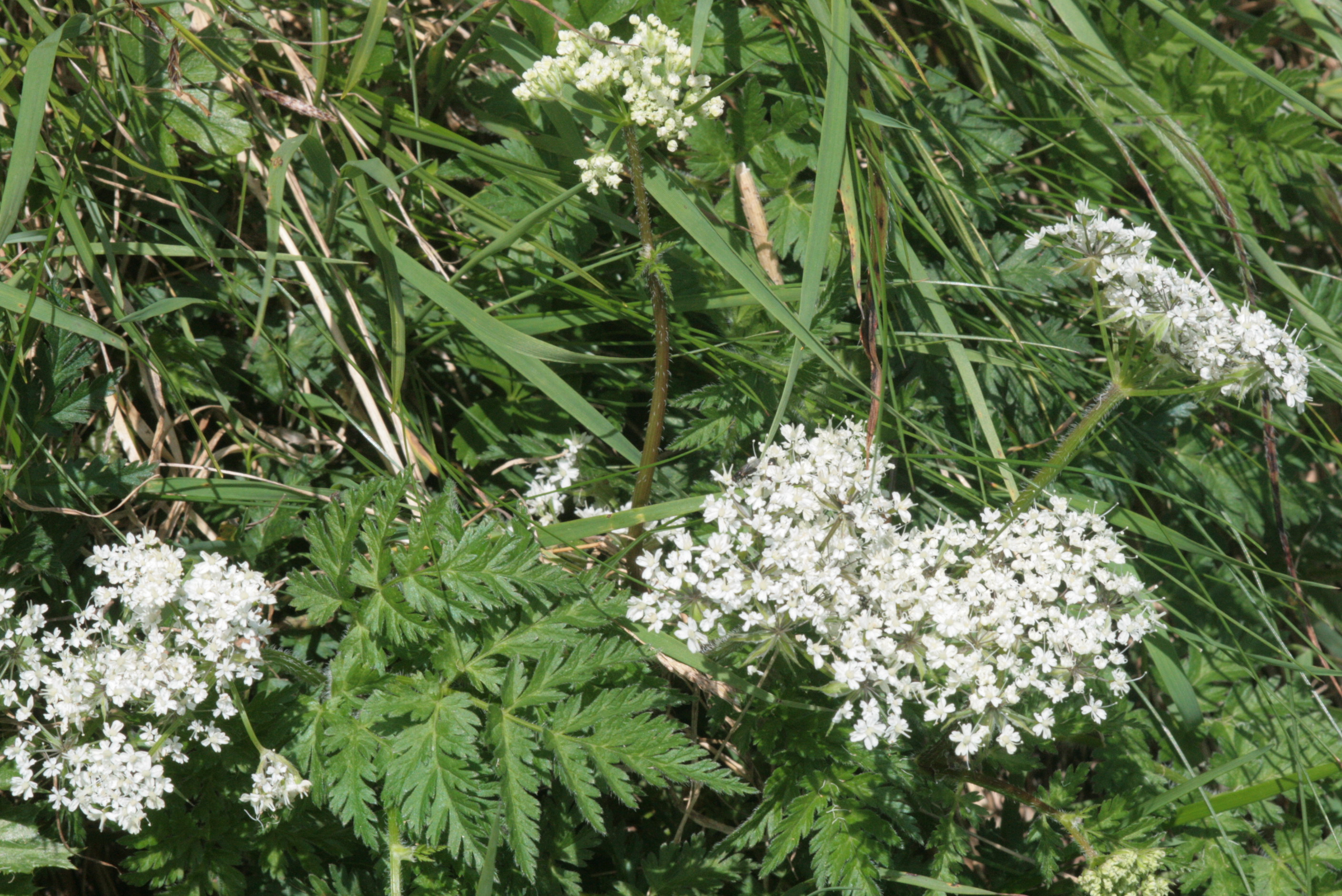
Alpen-Kälberkropf (Chaerophyllum villarsii)

Der Behaarte Kälberkropf (Chaerophyllum hirsutum) ist leicht mit dem Alpen-Kälberkropf (Chaerophyllum villarsii W.D.J.Koch) zu verwechseln. Er hat aber dreizählige Grundblätter, bei denen die beiden Grundfiedern fast so groß sind wie die Endfieder. Der Alpen-Kälberkropf hat dagegen Grundblätter, die mehr als dreizählig gefiedert sind und bei denen die beiden Grundfiedern kleiner sind als die restliche Endfieder. Bei ihm sind die Fruchthalter fast bis zum Grund zweispaltig, während sie bei Chaerophyllum hirsutum nur oben zweispaltig sind. Bei Chaerophyllum villarsii sind die Blattscheiden der oberen Laubblätter nur 3 bis 10 Millimeter lang. Bei Chaerophyllum hirsutum sind sie 1 bis 5 Zentimeter lang.

## Ökologie
Beim Behaarten Kälberkropf handelt es sich um einen Hemikryptophyten. Die vegetative Vermehrung erfolgt durch Rhizome, die zu einer ausgeprägten Polykormbildung führen können.
Blüten weisen einen unangenehmen Geruch nach Aminen auf. Die zuerst männlich aufblühenden Blüten werden häufig von Käfern und Fliegen aufgesucht.
Neben der Klettausbreitung spielt die Verschwemmung der Diasporen eine Rolle bei der Ausbreitung.

## Vorkommen
Chaerophyllum hirsutum kommt in den gebirgigen Gebieten von Europa, in den Alpen, den zentraleuropäischen Mittelgebirgen, den Pyrenäen, Apenninen, dem Balkan und den Karpaten vor. Es gibt Fundortangaben in den Ländern Spanien, Andorra, Frankreich, Italien, Schweiz, Liechtenstein, Österreich, Deutschland, Tschechien, Polen, Ungarn, Slowenien, Slowakei, Serbien, Kroatien, Bosnien und Herzegowina, Rumänien, Bulgarien, Montenegro, Albanien, Nordmazedonien, Griechenland und Ukraine. Im Vereinigten Königreich und in Dänemark ist der Behaarte Kälberkropf ein Neophyt. In Mitteleuropa kommt der Behaarte Kälberkropf zerstreut bis selten vor.
In Österreich ist er sehr häufig zu finden; dagegen fehlt er in Wien. In der Schweiz ist er häufig zu finden. Chaerophyllum hirsutum kommt in Deutschland nur im Süden bis Südosten des Gebiets häufiger vor. In den Bachtälern der Bergwälder ist er etwa vom Westerwald, über Rhön, Harz, Thüringen, Sachsen (Erzgebirge) bis in die Alpen verbreitet.
Der Behaarte Kälberkropf besiedelt Feuchtwiesen, Wiesen- und Bachsäume, Ufer sowie Grünlandbrachen, in der subalpinen Höhenstufe auch Hochstaudenfluren und verwandte Pflanzengesellschaften. Luftfeuchte, lichte oder nur mäßig beschattete Standorte werden öfter besiedelt. Der Behaarte Kälberkropf kommt oft in der Assoziation Chaerophyllo-Ranunculetum aconitifolii (Verband Calthion) vor, aber auch in Pflanzengesellschaften der Verbände Filipendulion, Aegopodion podagrariae oder Alno-Ulmion minoris.
In den Allgäuer Alpen steigt der Behaarte Kälberkropf bis zu einer Höhenlage von 1900 Meter an der Höfats auf. In Tirol und im Tessin erreicht er 2100 Meter, im Kanton Wallis 2450 Meter.
Die ökologischen Zeigerwerte nach Landolt et al. 2010 sind in der Schweiz: Feuchtezahl F = 3+w (feucht aber mäßig wechselnd), Lichtzahl L = 3 (halbschattig), Reaktionszahl R = 4 (neutral bis basisch), Temperaturzahl T = 3 (montan), Nährstoffzahl N = 4 (nährstoffreich), Kontinentalitätszahl K = 2 (subozeanisch).

## Systematik
Chaerophyllum hirsutum wurde 1753 von Carl von Linné in Species Plantarum, Band 1, Seite 258 erstveröffentlicht. Synonyme für Chaerophyllum hirsutum L. sind Bellia hirsuta (L.) Bubani und Chaerophyllum cicutaria Vill.
Je nach Autor gibt es etwa zwei Unterarten:
- Chaerophyllum hirsutum subsp. hirsutum: Sie kommt in Europa und im Kaukasusraum vor.[6]
- Chaerophyllum hirsutum subsp. magellense (Ten.) Pignatti: Bei dieser Unterart ist die Frucht sehr groß und 13 bis 18 (bis 20) Millimeter lang.[4] Sie kommt nur in Italien im Apennin von der Toskana und Emilia bis Kampanien und Basilicata vor.[6][4] Das Epitheton magellense bedeutet „von der Majella“.[4]

Früher wurde auch eine Unterart:
- Chaerophyllum hirsutum subsp. villarsii  ((W.D.J.Koch) Arcang.) aufgeführt, die meist als eigenständige Art Alpen-Kälberkropf (Chaerophyllum villarsii W.D.J.Koch) angesehen wird.[6]

## Trivialnamen
Für den Behaarten Kälberkropf bestehen bzw. bestanden auch die weiteren deutschsprachigen Trivialnamen: Bergkörbel (Schweiz), Bergschierling, Groswedendank und Rosskümmel (Bern, Memmingen).